# Instrument finansowy Schengen
Instrument finansowy Schengen – jest to tymczasowy instrument pomocy dla państw członkowskich (beneficjentów netto). Jego zadaniem jest finansowanie działań wprowadzających w życie dorobek Schengen oraz kontrolę na zewnętrznych granicach Unii Europejskiej.
Zakres działań, finansowany w ramach środków Schengen:
- wspieranie rozwoju logistyki
- szkolenia straży granicznej
- inwestowanie w budowę, renowację lub polepszanie stanu infrastruktury, w okolicach przejść granicznych oraz powiązanych z nimi budynków.
- inwestowanie w sprzęt operacyjny (np. sprzęt komputerowy, laboratoryjny, narzędzia wykrywające, oprogramowania Systemu Informacyjnego Schengen etc.)